# Chiesa dei Santi Filippo e Giacomo (Peio)
La chiesa dei Santi Filippo e Giacomo è una chiesa sussidiaria a Cogolo, frazione di Peio, in Trentino. Risale al XIII secolo.

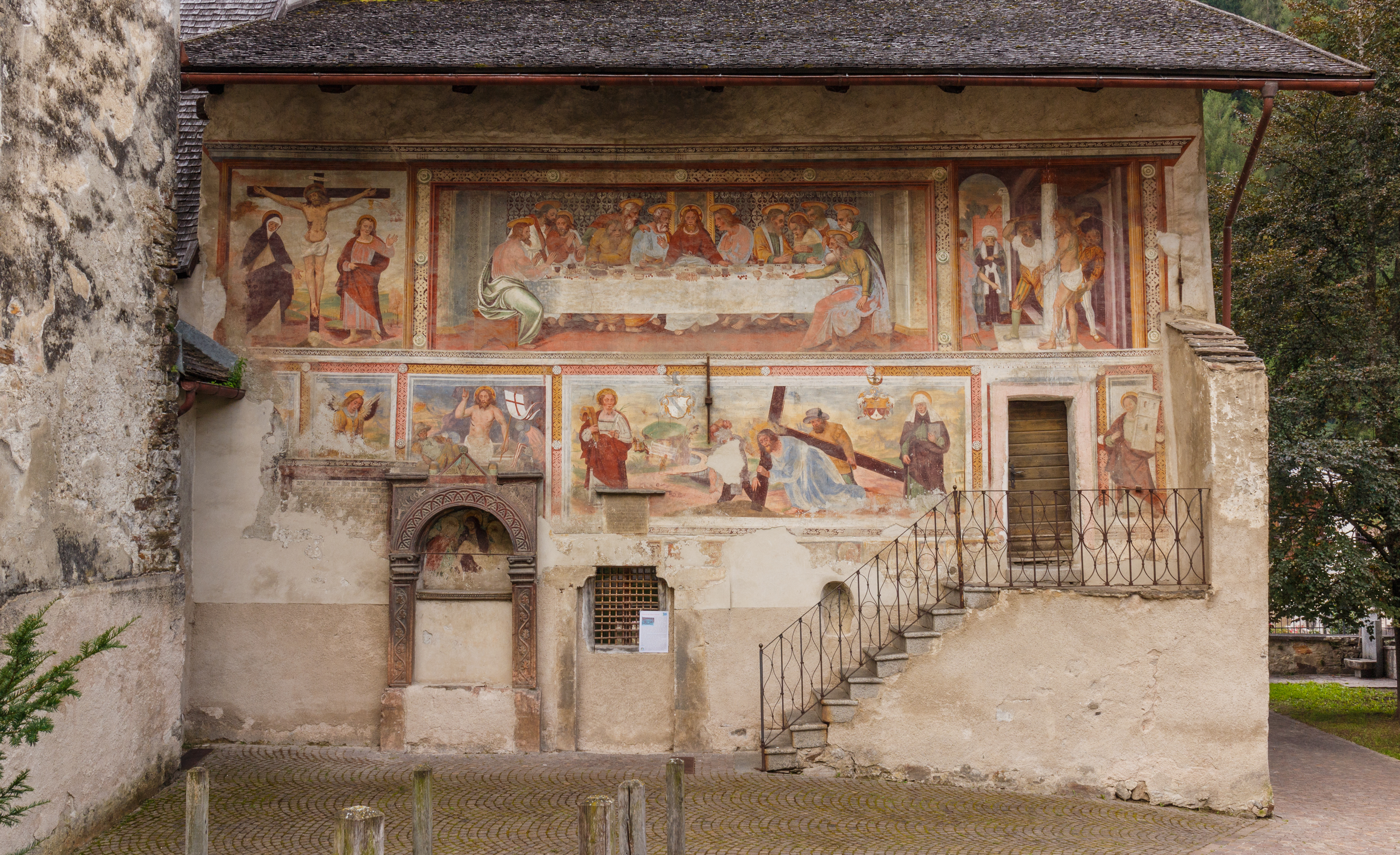
Affreschi esterni della chiesa dei Santi Filippo e Giacomo

## Storia
La prima citazione documentale della chiesa a Cogolo risale al 1281 e circa cinquanta anni più tardi, nel 1322, tale primitiva chiesa venne riedificata. come riportato sull'epigrafe posta sulla parte a nord.
Nel periodo compreso tra gli anni 1370 e 1380 la torre campanaria venne decorata con un grande affresco raffigurante San Cristoforo, attribuito a Giovanni da Volpino, meglio conosciuto come Maestro di Sommacampagna.
Dalla metà del XV secolo la chiesa venne ampliata e le pareti interne ed esterne vennero affrescate da un maestro della scuola di Cristoforo I Baschenis. La consacrazione a lavori finiti venne celebrata nel 1497 dal Francesco Della Chiesa, vescovo suffraganeo.
Dopo la metà del XVI secolo il tetto venne rifatto sostituendo le strutture in legno e nel 1558 si ebbe una nuova consacrazione celebrata dal vescovo Mariano Mano.
Nel 1643 la parete esterna nord venne decorata ad affreschi dal maestro valtellinese Giovanni Angelo Valorsa e alla fine del secolo la chiesa ebbe dignità curaziale, sussidiaria di Ossana.
All'inizio del XIX secolo un incendio le procurò ingenti danni, e ne seguì una ristrutturazione riparativa.
La chiesa venne eretta a parrocchia il 29 agosto 1919.
Durante il XX secolo fu oggetto prima di interventi per decorare gli interni, nel 1933, poi di restauri strutturali agli affreschi, tra il 1979 e il 1980. Gli ultimi restauri al grande ciclo esterno risalgono invece al 2017.